# Partizánske (distrito)
O Distrito de Partizánske (eslovaco: Okres Partizánske) é uma unidade administrativa da Eslováquia Ocidental, situado na Trenčín (região), com 48.005 habitantes (em 2001) e uma superficie de 301 km². Sua capital é a cidade de Partizánske.

## Demografia
| Ano:        | 1994   | 2004   | 2014   | 2024   |
| ----------- | ------ | ------ | ------ | ------ |
| Broj ljudi: | 48 469 | 47 573 | 46 462 | 43 201 |
| Razlika:    |        | -1,84% | -2,33% | -7,01% |

| Ano:               | 2023   | 2024   |
| ------------------ | ------ | ------ |
| Número de pessoas: | 43 509 | 43 201 |
| Diferença:         |        | -0,70% |

## Cidades
- Partizánske (capital)

## Municípios
| - Bošany - Brodzany - Hradište - Chynorany - Ješkova Ves - Klátova Nová Ves | - Kolačno - Krásno - Livina - Livinské Opatovce - Malé Kršteňany - Malé Uherce | - Nadlice - Nedanovce - Ostratice - Pažiť - Skačany | - Turčianky - Veľké Kršteňany - Veľké Uherce - Veľký Klíž - Žabokreky nad Nitrou |